# J. X. Williams

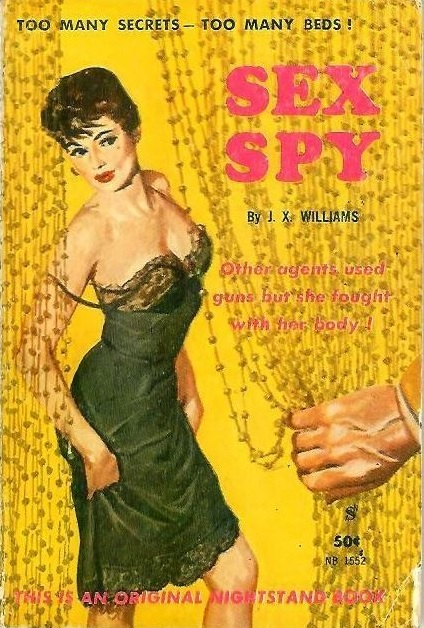
Sex Spy par J.X. Williams (John Jakes), 1961

J. X. Williams est un pseudonyme utilisé par des nombreux auteurs américains pendant les années 1960 et jusqu'au début des années 1970.
Les auteurs connus qui ont utilisé ce pseudonyme sont :
- Andrew J. Offutt (1934-2013)
- Edward Wood Junior (1924-1978)
- George H. Smith (1922-1996)
- Jack Moskovitz
- John Jakes (né en 1932)
- Jordan James
- Miles Eric Ludwig
- Milo Perichitch
- Vivien Kern
- William Knoles